# Phaenolobus saltans
Phaenolobus saltans är en stekelart som först beskrevs av Johann Ludwig Christian Gravenhorst 1829.  Phaenolobus saltans ingår i släktet Phaenolobus och familjen brokparasitsteklar. Arten är reproducerande i Sverige.

## Underarter
Arten delas in i följande underarter:
- P. s. nigrifemur
- P. s. niger